# Cacatua
Cacatua – rodzaj ptaków z podrodziny kakadu (Cacatuinae) w rodzinie kakaduowatych (Cacatuidae).

## Zasięg występowania
Rodzaj obejmuje gatunki występujące w Australii, na Nowej Gwinei i okolicznych wyspach, oraz we wschodniej Indonezji i na Filipinach.

## Morfologia
Długość ciała 30–55 cm; masa ciała 300–975 g.

## Systematyka

### Etymologia
- Cacatua: malaj. nazwa Kakatúa lub Kakak-túa dla kakadu; pochodzenie malajskiej nazwy jest niejasne; kakatuwah „imadło”, w aluzji do potężnego dzioba; „starsza siostra” od kakak „siostra” oraz tua „stary”, w aluzji dla jej hałaśliwych, siostrzanych zachowań[18].
- Kakatoe: niderl. nazwa Kakatoe dla kakadu, od malaj. nazwy Kakatúa „kakadu”[18]. Gatunek typowy: Psittacus philippinarum J.F. Gmelin, 1788 (= Psittacus haematuropygius Statius Müller, 1776).
- Cacatoes: fr. grupowa nazwa Cacatoes dla białych kakadu[18]. Gatunek typowy: Psittacus galeritus Latham, 1790 (Duméril, 1805); Psittacus albus Statius Müller, 1776 (Froriep, 1806); Psittacus sulphureus J.F. Gmelin, 1788 (Boie, 1826).
- Licmetis: gr. λικμητης likmētēs „młynek”, od λικμαω likmaō „przesiewać”[18]. Gatunek typowy: Psittacus tenuirostris Kuhl, 1820.
- Plyctolophus (Pluctolophus, Plyctolophys, Plictolophus): gr. πτυκτος ptuktos „składany”, od πτυσσω ptussō „składać” (por. gr. πλεκω plekō „wyplatać, skręcać”; łac. plicatus „składany”); λοφος lophos „czub”[18]. Gatunek typowy: Psittacus moluccensis J.F. Gmelin, 1788.
- Plissolophus: gr. πλισσομαι plissomai „przejść”; λοφος lophos „czub”[18]. Gatunek typowy: Psittacus moluccensis J.F. Gmelin, 1788.
- Ducorpsius: epitet gatunkowy Cacatua ducorpsii Pucheran, 1853; adiutant Louis Jacques Ducorps (1858), francuski marynarz, intendent, podróżnik[18]. Gatunek typowy: Ducorpsius typus Bonaparte, 1857 (= Cacatua ducorpsii Pucheran, 1853).
- Lophochroa: gr. λοφος lophos „czub”; χροα khroa, χροας khroas „kolor, wygląd”, od χρως khrōs, χρωτος khrōtos „karnacja, cera”[18]. Gatunek typowy: Plyctolophus leadbeateri Vigors, 1831.
- Camptolophus: gr. καμπτος kamptos „elastyczny, zakręcony”, od καμπτω kamptō „zginać”; λοφος lophos „czub”[18]. Gatunek typowy: Psittacus philippinarum J.F. Gmelin, 1788 (= Psittacus haematuropygius Statius Müller, 1776).
- Eucacatua: gr. ευ eu „dobry”; rodzaj Cacatua Vieillot, 1817[18]. Gatunek typowy: Psittacus galeritus Latham, 1790.

### Podział systematyczny
Do rodzaju należą następujące gatunki:
- Cacatua leadbeateri (Vigors, 1831) – kakadu ognistoczuba
- Cacatua haematuropygia (Statius Müller, 1776) – kakadu filipińska
- Cacatua goffiniana Roselaar & Michels, 2004 – kakadu białooka
- Cacatua ducorpsii Pucheran, 1853 – kakadu mała
- Cacatua pastinator (Gould, 1841) – kakadu długodzioba
- Cacatua sanguinea Gould, 1843 – kakadu sinooka
- Cacatua tenuirostris (Kuhl, 1820) – kakadu cienkodzioba
- Cacatua alba (Statius Müller, 1776) – kakadu biała
- Cacatua ophthalmica P.L. Sclater, 1864 – kakadu niebieskooka
- Cacatua moluccensis (J.F. Gmelin, 1788) – kakadu molucka
- Cacatua sulphurea (J.F. Gmelin, 1788) – kakadu żółtolica
- Cacatua galerita (Latham, 1790) – kakadu żółtoczuba